# Horizons
Horizons (full titel: Horizons: Empire of Istaria), är ett MMORPG lanserat 2003 av Artifact Entertainment. Horizons genomgick en mycket lång och turbulent utvecklingsfas där projektet flera gånger hotades. En tidigt mycket stor och entusiastisk anhängarskara utsattes för stora prövningar när produktens omfattning och inriktning flera gånger ändrades, och slutligen all extern kommunikation från tillverkaren upphörde. När spelet slutligen lanserades i Europa i december 2003 (några veckor senare i USA och resten av världen) var det ett spel med stora problem som visades upp.
"HZ" är, trots att många svikna vidlyftiga löften om annorlunda design, ett spel som bryter flera sedan länge etablerade designmönster i genren. Karaktär kan således fritt byta yrken och i viss mån använda de samlade förmågorna hos alla sina yrken (jämför Ultima Online). HZ är dock inte i ordets egentliga mening färdighetsbaserat. HZ har ett mycket starkt fokus på tradeskills. Det enda sättet att skaffa utrustning är att köpa den från en annan spelare som har hantverksskickligheten att tillverka den. HZ saknar också all PvP/RvR, och har fått mycket kritik för att stridsmomenten är trista och monotona.
Centralt i HZ är de gemensamma projekten. Nya raser, spelbara med karaktärer, är ett exempel på innehåll som spelarna själva måste förtjäna genom att gemensamt lösa en uppgift.
Även om Horizons till stor del misslyckades ekonomiskt har man också fått beröm för flera saker, bland annat de upplåsbara raserna men också användargränssnittet och musiken.
Drift och kundkontakt sköts av en europeisk samarbetspartner till Artifact, och användarbasen är helt separat från de kunder som köper sin tjänst från Artifact.
Framför allt den amerikanska delen av HZ har länge dragits med rykten om nedläggning, och under andra halvan av 2004 genomfördes en serverkonsolidering, där användarna flyttades samman till färre shards för att minska Artifacts löpande utgifter. I september 2004 såldes Artifacts alla tillgångar till Tulga Games, LLC, efter att Artifact tidigare ansökt om konkursskydd enligt den amerikanska chapter 11.